# Monestier-Port-Dieu
Monestier-Port-Dieu è un comune francese di 127 abitanti situato nel dipartimento della Corrèze nella regione della Nuova Aquitania.

## Società

### Evoluzione demografica
Abitanti censiti